# Aeroportul Internațional King Shaka
Aeroportul Internațional King Shaka (IATA: DUR, ICAO: FALE) este un aeroport din La Mercy⁠(d), eThekwini Metropolitan Municipality⁠(d), Provincia KwaZulu-Natal, Africa de Sud ce deservește zona Durban. Aeroportul a fost tranzitat în decembrie 2022 de 422.909 pasageri. A fost deschis în 2010 și numit după Shaka Zulu.
Situat la o altitudine de 94 m, aeroportul dispune de o singură pistă. Este operat de Airports Company South Africa⁠(d).